# Monaster św. Jana z Szanghaju i San Francisco w Manton
Monaster św. Jana z Szanghaju i San Francisco – prawosławny męski klasztor w Manton, w jurysdykcji Diecezji Zachodu Kościoła Prawosławnego w Ameryce.
Monaster został założony w 1996. Pierwotnie jego siedzibą była pustelnia św. Eugeniusza w Point Reyes Station założona jeszcze w latach 50. XX wieku przez archimandrytę Dymitra (Egoroffa). Inicjatorem powstania wspólnoty był hieromnich Jonasz (Paffhausen). Patrona monasteru wskazał biskup Zachodu Tichon. Klasztor funkcjonował w Point Reyes Station do 2006, gdy zabudowania pustelni, wzniesione z myślą o 1–2 mnichach, stały się niewystarczające dla rozwijającej się wspólnoty, ich stan techniczny był ponadto bardzo zły. Mnisi wykupili wówczas nieruchomość w Manton.
Nabożeństwa w klasztorze odbywają się w języku angielskim. Do monasteru przyjmowani są kandydaci z różnych jurysdykcji prawosławnych, nie tylko prowadzącego instytucję Kościoła Prawosławnego w Ameryce. Według danych Kościoła wspólnota składa się z 9 mnichów i ośmiu posłuszników; większość braci to konwertyci.